# Михајло Митић
Михајло Митић (Велико Градиште, 17. септембар 1990) је српски одбојкаш и капитен Црвене звезде. Игра на позицији техничара.

## Биографија
Висок је 201 cm, тежак 90 kg. Са Репрезентацијом Србије освојио је златну медаљу на Европском првенству у одбојци 2011. y Бечу.
Његов отац Миодраг је био одбојкаш и репрезентативац Југославије.